# ادبیات فرانسوی‌زبان

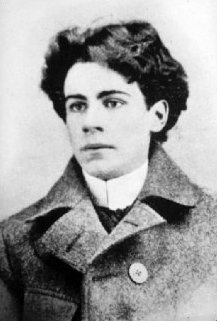
امیل نلیگان شاعر فرانسوی زبان اهل کبک در کانادا

ادبیات فرانسوی‌زبان یا ادبیات فرانکوفون به تمام نوشته‌های ادبی گفته می‎شود که به زبان فرانسوی نگاشته می‌شوند اما نویسنده آنان فرانسوی‌الاصل نیست. نگارش فرانسوی در بلژیک، کانادا و سوئیس به عنوان سنتی متمایز، پیشتر از سرزمین‌های استعماری فرانسه شناخته شده بود. هرچند در این سرزمین‌ها نیز همیشه این پرسش مطرح بوده‌است که آیا ادبیات کانادا می‌تواند وجود داشته باشد، یا صرفا بخشی از ادبیات فرانسوی‌زبان است؟ نوشته‌های نویسندگان آفریقایی قبلاً نه به دلیل شایستگی ادبی بلکه به عنوان ادبیات استعماری طبقه‌بندی شده و در مطالعات قوم‌نگاری مورد بحث قرار می‌گرفت. متون فرانسوی متعلق به مستعمره‌های فرانسه که شایستگی ادبی داشتند تحت ادبیات فرانسه شناخته می‌شد. ماهیت و اهمیت ادبیات فرانکفون در مستعمرات فرانسه به تمرکز مهاجران فرانسوی، مدت زمانی که در آنجا سپری کردند و همچنین توسعهٔ زبان‌های بومی به عنوان زبان ادبی بستگی دارد. در پی جنگ جهانی دوم، تمایز بین ادبیات فرانسه و نوشته به‌زبان فرانسوی در نقد ادبی و گلچین ادبی شکل گرفت. البته باید مد نظر داشت که بسیاری از نویسندگان آفریقایی خود بر این حقیقت صحه می گذارند که از آنجایی که زبانی که برای نگارش برگزیده اند فرانسوی است و زبان آفریقایی نیست، پس مفهومی تحت عنوان ادبیات آفریقایی شکل نخواهد گرفت. برای داشتن یک ادبیات نیاز به وجود یک زبان است.